# Прокопук, Александр Евгеньевич
Александр Евгеньевич Прокопук (род. 1 мая 1956, Климовичи, Могилёвская область) — российский государственный и политический деятель, глава муниципального образования (мэр) города Тулы с 19 декабря 2012 года по 11 июля 2014 года. Президент городской федерации по велоспорту. Бывший член партии «Единая Россия». 

## Биография
В 1978 году окончил с отличием Азербайджанский политехнический институт по специальности «гидротехническое строительство речных сооружений и гидроэлектростанций». В 2002 году окончил Тульский государственный университет по специальности «Финансы и кредиты». В 2005 году окончил Российский государственный гуманитарный университет по специальности «Государственное и муниципальное управление». Трудовую деятельность начал в 1978 году в должности старшего инженера объединения «Туламелиорация», затем работал главным инженером в ПМК-5 Ленинского района. С 2003 года по 19 декабря 2012 года возглавлял муниципальное предприятие «Спецавтохозяйство», отвечающее за санитарное состояние Тулы. 19 декабря 2012 года на заседании Тульской городской думы был избран главой (мэром) города Тулы.
За активную помощь и поддержку инвалидов в ежегодной велогонке «Горный король» удостоен звания «Почётный член Всероссийского общества инвалидов», а за активную трудовую деятельность удостоен звания «Почетный работник жилищно-коммунального хозяйства России». Также имеет почётную грамоту Минрегионразвития и медаль «За заслуги перед городом». В 2010 году награждён Почётным знаком «Серебряный знак — Депутат Тульской городской Думы» и Почетной грамотой Тульской городской Думы за активную деятельность по решению проблем жителей города, вклад в социально-экономическое развитие города и в связи с празднованием Дня города. В 2012 году награждён Почётной грамотой администрации города Тулы.
В 2013 году занял 86 место в рейтинге «100 самых влиятельных туляков» по версии Тульского Бизнес-журнала. 11 июля 2014 года на пресс-конференции заявил о своей отставке.
22 июля 2014 года в отношении Александра Прокопука было возбуждено уголовное дело. Бывшего мэра подозревают в растрате в особо крупном размере. По версии следствия, Прокопук, являясь директором муниципального казенного предприятия муниципального образования город Тула «Спецавтохозяйство», организовал с 1 января по 19 декабря 2012 года составление и подписание документов о выполнении работ на полигоне твердых бытовых отходов в городе Туле, содержащих заведомо ложные сведения о количестве и принадлежности используемой техники и объёмах выполненных работ подрядной организацией. 22 июля секретарь Тульского регионального отделения партии «Единая Россия» Николай Воробьев сообщил о приостановлении членства Александра Прокопука в партии «Единая Россия» до выяснений обстоятельств уголовного дела.
12 мая 2016 года судья Центрального районного суда Юлия Воеводина приговорила Александра Прокопука к 7 годам лишения свободы, а также штрафу 1 миллион рублей. Кроме того, ему запрещено 3 года занимать государственные и муниципальные должности. В 2019 году отстоял в Верховном суде право на УДО.
Женат, двое детей — сын и дочь.